# Canoe Lake, Saskatchewan
Canoe Lake är en sjö i Kanada.   Den ligger i provinsen Saskatchewan, i den centrala delen av landet, 2 500 km väster om huvudstaden Ottawa. Canoe Lake ligger 423 meter över havet. Arean är 193 kvadratkilometer. Den sträcker sig 18,5 kilometer i nord-sydlig riktning, och 18,2 kilometer i öst-västlig riktning.
Följande samhällen ligger vid Canoe Lake:
- Canoe Narrows (716 invånare)

Trakten runt Canoe Lake är nära nog obefolkad, med mindre än två invånare per kvadratkilometer.